# Strada nazionale 35 (Argentina)
La strada nazionale 35 (in spagnolo: Ruta Nacional 35) è una strada statale argentina che unisce le province di Córdoba e La Pampa con il porto di Bahía Blanca, nel sud della provincia di Buenos Aires.
Origina dalla Strada nazionale 33, presso lo snodo di Bahía Blanca e termina il suo lungo percorso attraverso l'estremità occidentale della regione della Pampa confluendo nella Strada nazionale 8 presso la località di Santa Catalina, a 10 km sud-ovest della città di Río Cuarto.